# Fossombrone
Fossombrone est une commune italienne d'environ 9 280 habitants située dans la province de Pesaro et Urbino, dans la région Marches, en Italie centrale.

## Géographie
La ville de Fossombrone est le plus grand centre de la moyenne val metauro et se caractérise par un centre de l’empreinte médiévale étendu sur la pente d’une colline et dominé par une Citadelle et les ruines de la forteresse malatestiana. La partie moderne du pays s’étend sur la plaine des deux côtés du fleuve métaure tandis que la zone industrielle se trouve le long de la Via Flaminia, après la localité San Martino del Piano en direction de fano.
Le hameau Calmazzo, qui se trouve sur la vieille route flamienne juste avant la gorge du furlo, abrite d’anciennes trouvailles de l’époque romaine. En 1989, une fouille effectuée dans la zone par l’Université d’Urbino a mis en lumière l’enceinte funéraire de la famille Cissonia.

## Histoire
Le nom Fossombrone provient de Forum Sempronii nom de l’ancien centre romain lié à son tour à la figure du tribun Gaio Sempronio Gracco arrivé dans ces zones en 133 a.c. pour l’application de la loi agraire et d’une dérive dialectale qui aurait dérivé en une fosse ombragée.
Le village de Forum Sempronii, à 164 milles de Rome, était situé plus à l’est de la fosse actuelle, dans la localité de San Martino del Piano, il fut bientôt élevé au rang de mairie (Ier siècle av. J.-C.) et connut une période de splendeur impériale. Pline l'ancien (IIe siècle) dans Histoire naturelle appelle ses habitants Forosempronienses.
L’ancienne ville fut dévastée par les goths menés par Alaric, en transit vers Rome en 409 après J.-C. Après la victoire des Byzantins de Narsès (552 après J.-C.), la Ville entra dans l’exarchat de Ravenne, en composant la Pentapole annonaria avec Urbino, Cagli, Gubbio et Jesi.
Les habitants construisirent à la suite le nouveau centre sur la colline qui surplombe la ville actuelle. À l’époque longobarde son territoire fut le théâtre d’une rude bataille entre le roi liutprand et le duc rebelle de Spoleto Trasamond qui, vaincu, fut déposé et enfermé dans un couvent.
Fossombrone resta en dehors de la domination de l’Église jusqu’à la fin du premier millénaire, après quoi il passa sous le pouvoir du pape Sylvestre II. Durant les premières décennies du XIIIe siècle sous le pontificat d’innocent III, la ville fut le fief d’Azzo VI d'Este, en passant successivement au fils Aldobrandino, puis à l’Azzo VII. En 1228, la Maison d’Este, pour mieux protéger sa domination sur la Ville des visées expansionnistes des seigneurs voisins, subinféodèrent la ville à l’évêque Monaldo. Dans les premières années du XIVe siècle, l’État de l’Église a investi la famille Malatesta du titre de Seigneurs de la Ville qui dans leur stricte gouvernance, ordonnèrent la construction d’imposantes fortifications.
En 1444, la ville fut vendue au comte Federico da Montefeltro sous la majesté duquel Fossombrone jouit d’une période de prospérité par la production de laine, papier et soie, et par la rénovation des bâtiments. A Frédéric succéda le fils Guidobaldo qui y demeura presque constamment à cause de l’attrait du lieu et du climat salubre, lui succéda à François-Marie I.

Fossombrone fut en 1463 le lieu de signature du pacte de Pie II entre la République de Saint-Marin et les États pontificaux le 27 juin en conclusion de la guerre sammarinaise qui a duré de 1460 à 1463.

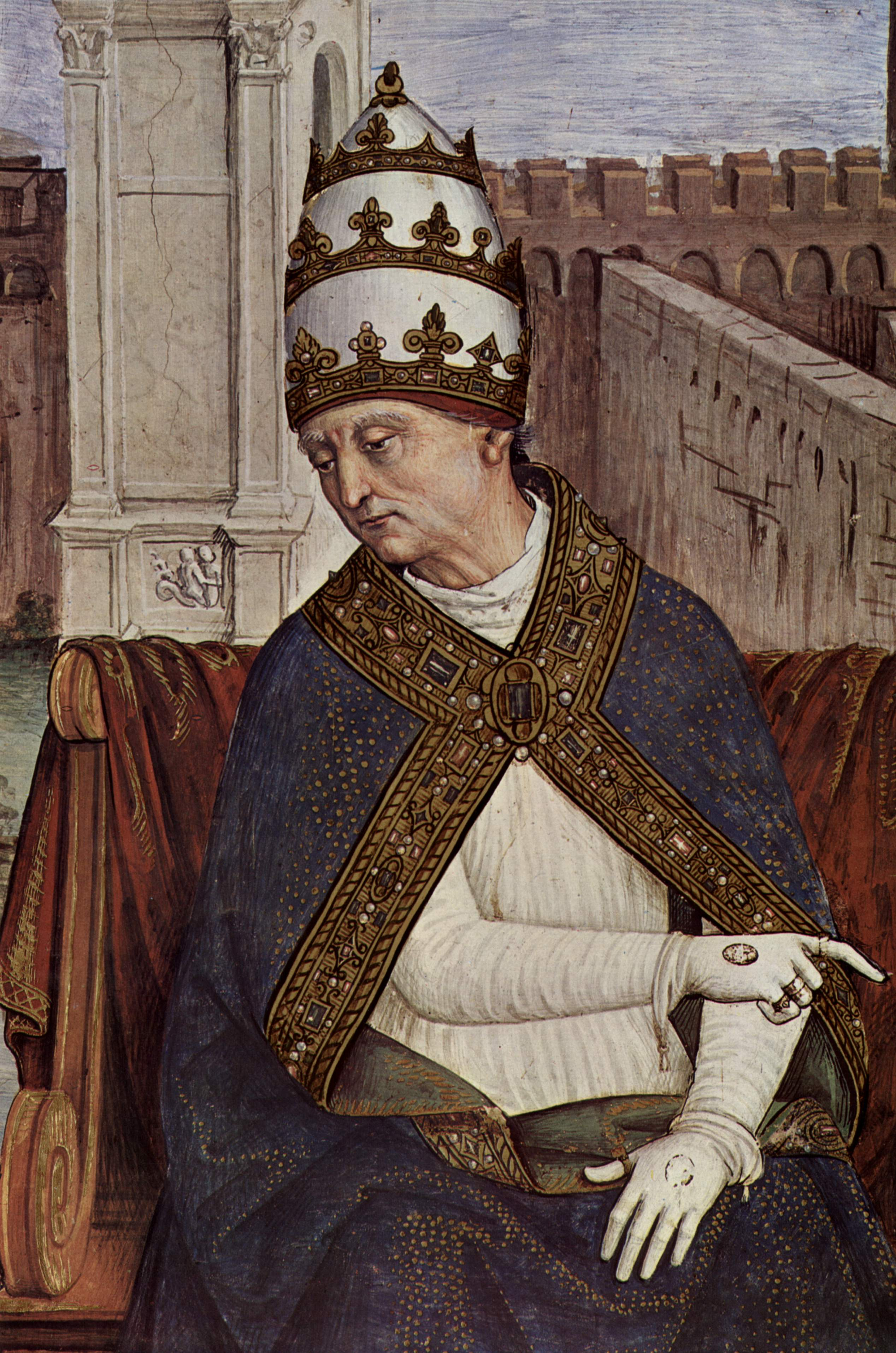
Pie II peint par Pinturicchio, 1505.
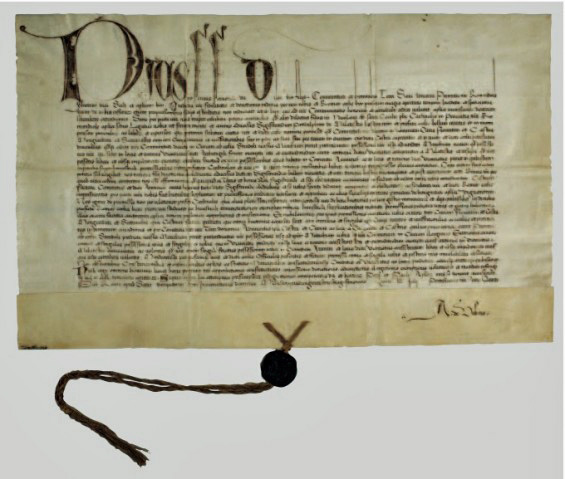
Traité de Fossombrone datant de 1463.

Sous les ducs Della Rovere, la ville fut considérablement agrandie, François-Marie II en 1616 fit étendre l’agglomération dans la zone plate sous la colline jusqu’à ce qu’elle atteigne le fleuve métauro. En 1631, la famille ayant disparu, tout le duché d’Urbino, et donc aussi les habitants de Fossombrone, passèrent sous le contrôle direct de les États pontificaux, jusqu’à 1860 année de l'annexion au royaume d’Italie.

## Culture
- Musée archéologique et pinacothèque Augusto Vernarecci.

La Cour haute abrite actuellement le musée et la pinacothèque fondés par ledit Augusto Vernarecci en 1901, ce siège fut établi dans les années 1960 à la suite des dommages causés par la première guerre mondiale. Le musée a connu une grande expansion au cours des dernières décennies en raison des découvertes fortuites et des campagnes d’excavation du parc archéologique de Forum Sempronii. Ce qui a nécessité en 1997 le réaménagement total des salles du musée qui montrent les différentes cultures humaines successives de la région.
La pinacothèque qui se trouve depuis 1993 dans la haute Cour expose la prestigieuse collection de Augusto Vernarecci complétée par les dons de gustava Augusta Von Stein Ribecchi et le comte Luigi Rocchi Camerata Passionei de Jesi héritier de la noble famille fossombronaise.
Dans la pinacothèque, on peut admirer des œuvres du XVIe au XIXe siècle, des miniatures (XVIIIe et XIXe siècles) et une collection de céramiques du XVe au XVIIIe siècle.
- Maison musée et quadreria CesariniLa maison-musée est située dans le Palais Pergamino du XVIe siècle. Elle s’articule en vingt salles dont d'une d’œuvres d’artistes majeurs de l’art modernes et contemporains italiens.
- église saint Philippe

## Site archéologique
- Parc archéologique de Forum Sempronii.

Les fouilles effectuées ont mis en lumière une partie de la consulaire flamienne, de nombreux édifices portiques, quelques vestiges de la muraille, un édifice partiellement utilisé comme thermes et une partie du basolato romain, le tout autour de l’église de San Martino del Piano. Un deuxième bâtiment thermal de grandes dimensions datant du Ier siècle av. J.-C., se trouve dans la partie sud des excavations; les statues et les autres vestiges mobiles se trouvent maintenant dans le musée archéologique A. Vernerecci.

## Monuments et patrimoine
- Maison musée et quadreria Cesarini

La maison-musée est située dans le bâtiment du XVIe siècle qui appartenait à l’époque littéraire homonyme, rouverte au public en 1988, elle s’articule en vingt salles dont seulement une d’art antique contient des œuvres d’art contemporain et moderne des meilleurs artistes italiens. En 1977, le notaire Giuseppe Cesarini légua l’atelier à la municipalité.
- Bibliothèque civique passionei

Fondée en 1784 par l’humaniste et archéologue Mgr. Benedetto passionei. La bibliothèque se divise en section ancienne avec des dessins de Giulio Romano et Ulisse Severino, les caricatures de Pier Leone ghezzi et quelques atlas du coronelli; la section moderne comprend des textes d’histoire, de droit, de littérature et d’art et une collection de 3000 photos et une autre collection d’ouvrages de la région des Marches datant du XVIe siècle.

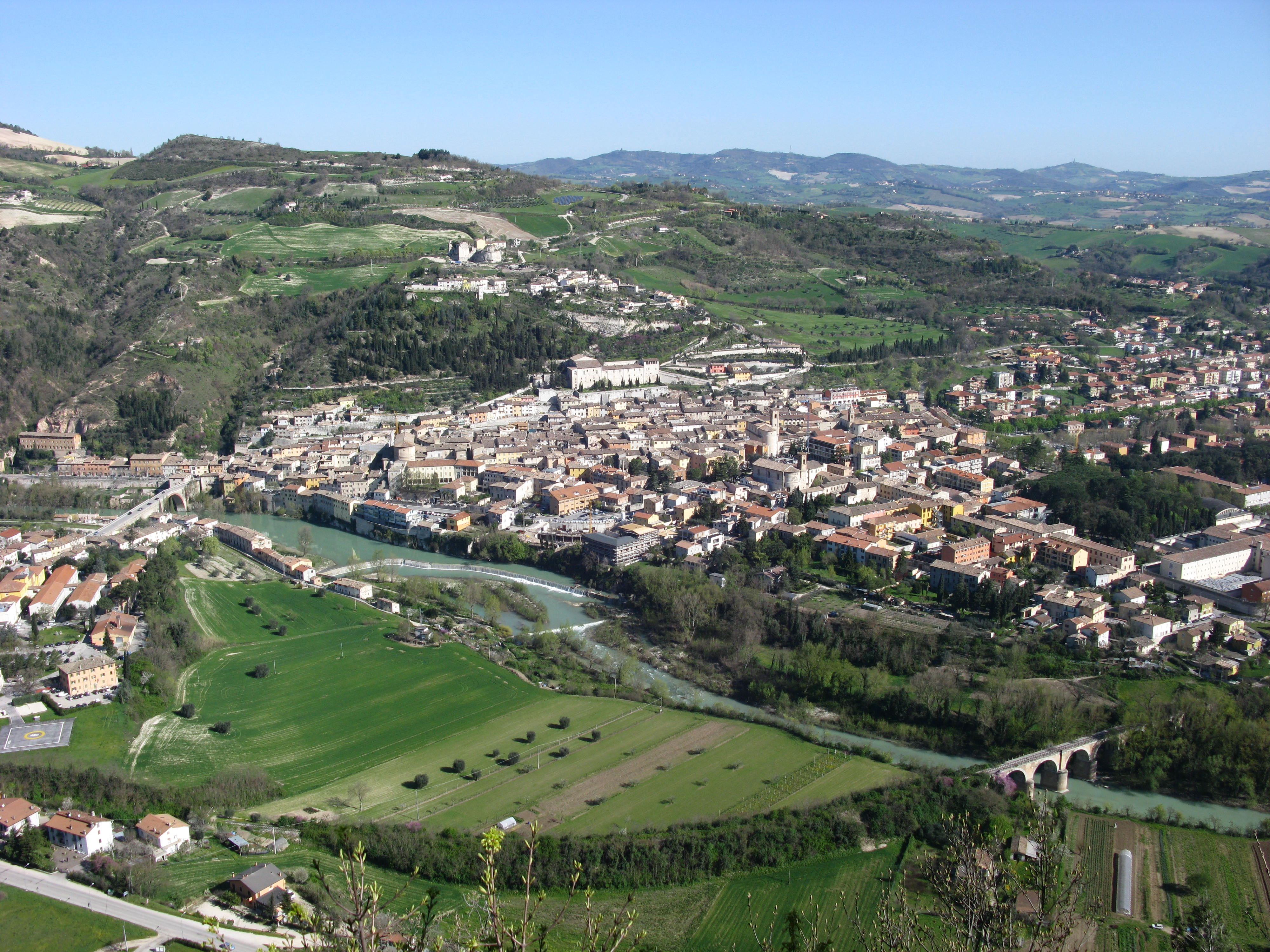
Panorama.
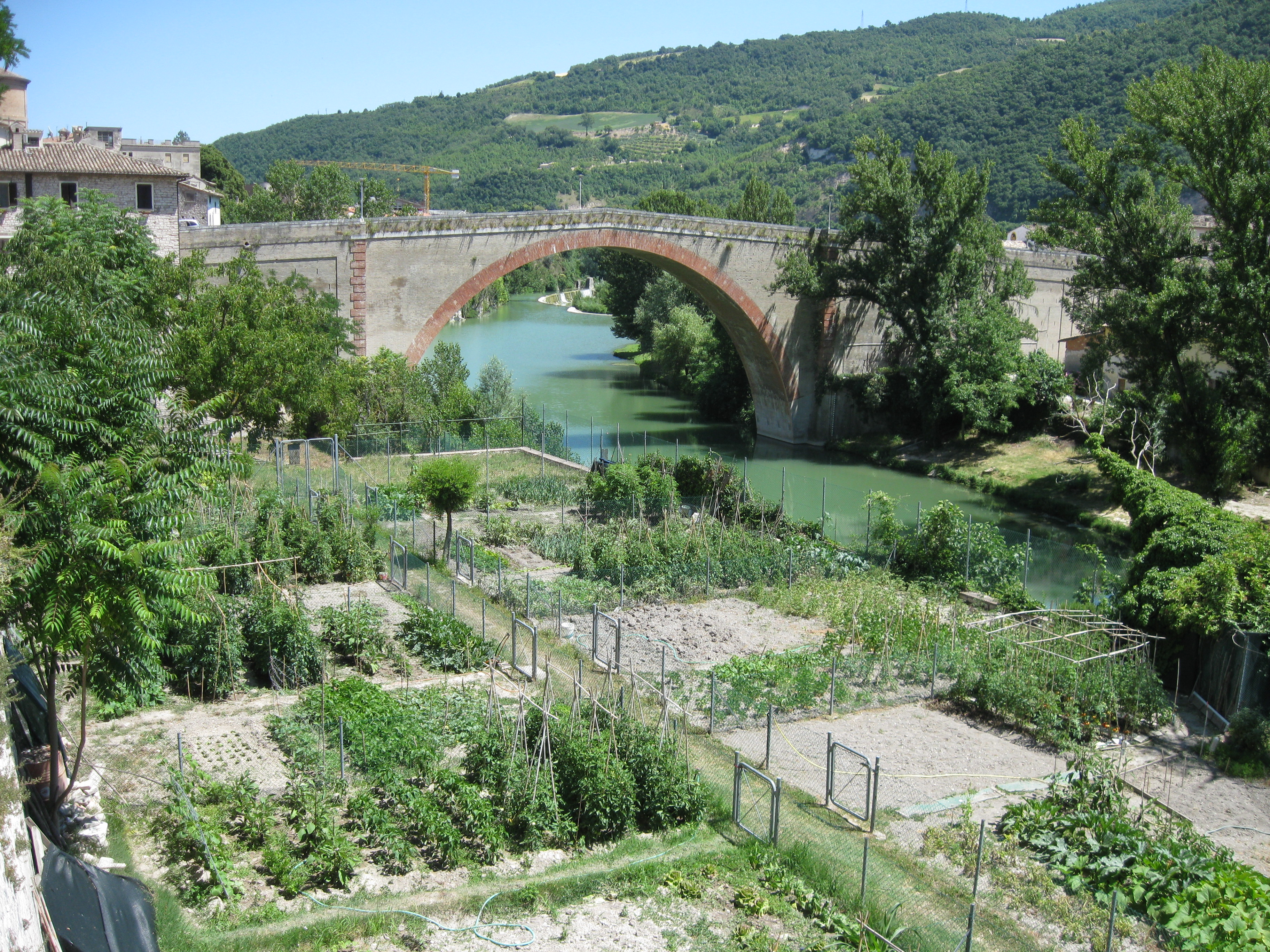
Pont de Fossombrone.
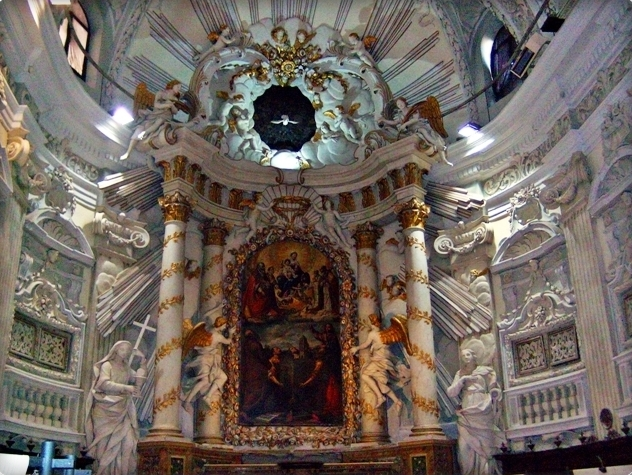
San Filippo.
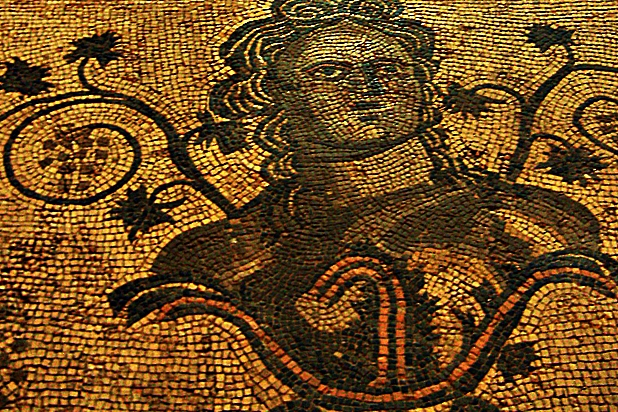
Mosaïque.
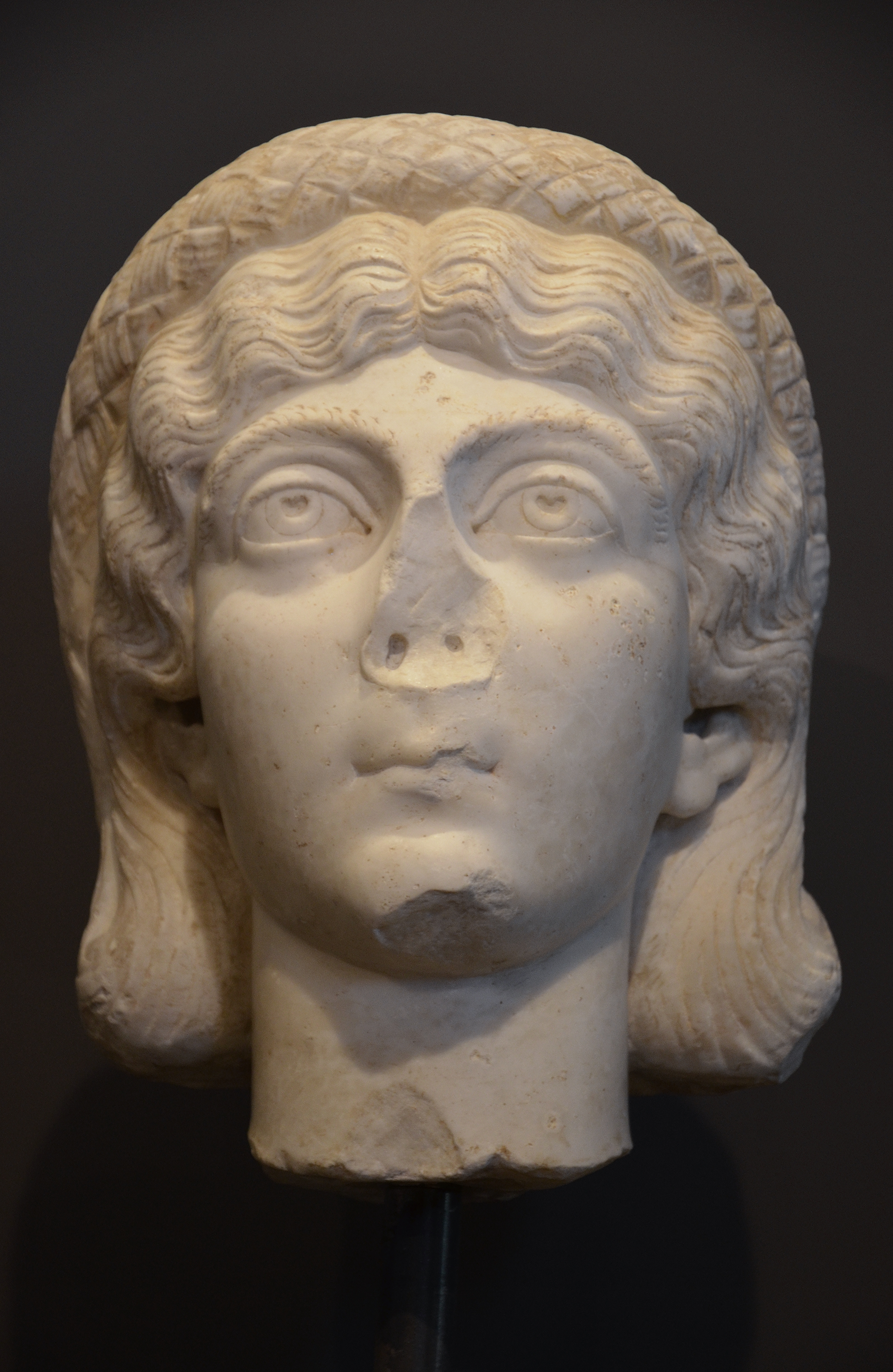
Musée civique de Fossombrone.
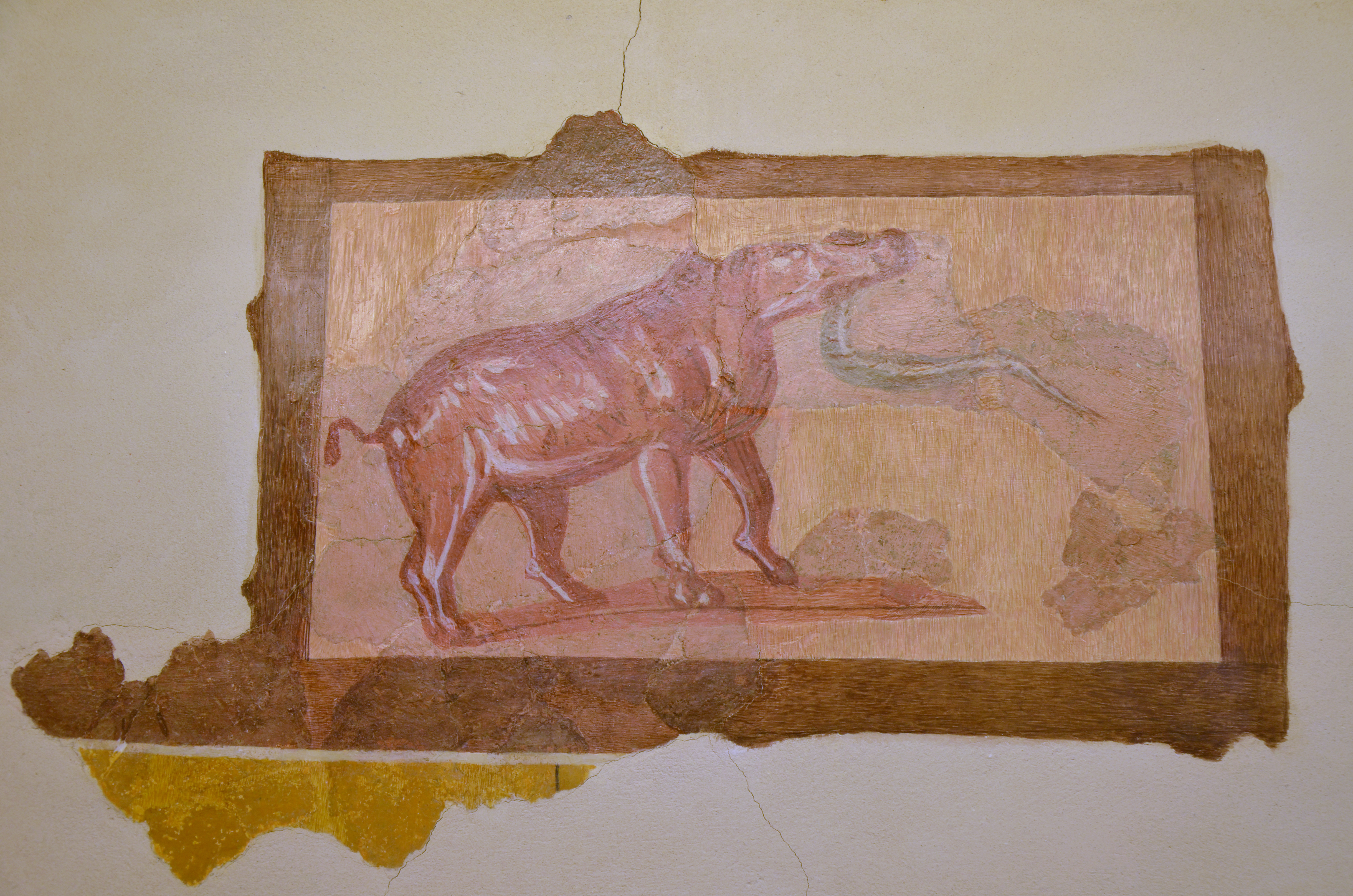
Peinture de la Domus des animaux exotiques de Forum Sempronii, IIe siècle, Musée civique de Fossombrone.

## Administration
| Période                                  | Période | Identité            | Étiquette           | Qualité |
| ---------------------------------------- | ------- | ------------------- | ------------------- | ------- |
| 09/1944                                  | 1951    | ing. Zeno Cresci    |                     | sindaco |
|                                          |         |                     |                     |         |
| 28/05/2006                               |         | Maurizio Pelagaggia | Partito Democratico | sindaco |
| Les données manquantes sont à compléter. |         |                     |                     |         |

### Hameaux
Calmazzo, Ghilardino, Isola di fano, Mont'Alto, San Lazzaro, Torricella.

### Communes limitrophes
Cagli, Fermignano, Fratte Rosa, Isola del Piano, Montefelcino, Pergola, Sant'Ippolito, Urbino.

## Personnalités liées à la commune
- Giovanni Francesco Guerrieri (Fossombrone, 1589 – Pesaro, 3 septembre 1657), peintre du baroque obscur italien
- Benoît d'Urbino (1560-1625), bienheureux capucin.
- Giuseppe Diamantini, Fossombrone 1621 - Fossombrone 1705)
- Francesco Spinacino (Fossombrone, XVe siècle – Venise, après 1507) fut un compositeur et luthiste italien
- Ottaviano Petrucci (Fossombrone 18 juin 1466 - Venise, 7 mai 1539) fut le premier imprimeur de musique polyphonique en 1501.
- Mario Tozzi (Fossombrone 1895 - saint Jean du Gard 1979), peintre décoré de la légion d’honneur du gouvernement français
- Bartolomeo Eustachi (San Severino Marche vers 1500 - Fossombrone 1474)
- Ettore Sordini (Milan 1934 - Fossombrone 2012) fut premier trompettiste d'Arturo Toscanini et peintre ami de Lucio Fontana
- Domenico Rosselli (Pistoia 1439, Fossombrone 1499), sculpteur de la Renaissance
- Guidobaldo da Montefeltro (Gubbio 1475 - Fossombrone 1508), troisième duc d’Urbino
- Giulio Feltrio della Rovere (né à Urbino, dans les Marches, le 5 avril 1533, et mort à Fossombrone le 3 septembre 1578) est un cardinal italien du XVIe siècle, fils de François Marie Ier della Rovere, duc d'Urbino.
- Domenico Silvio Passionei (né le 2 décembre 1682 à Fossombrone et mort à Rome le 5 juillet 1761) était un cardinal italien de l'Église catholique du XVIIIe siècle.

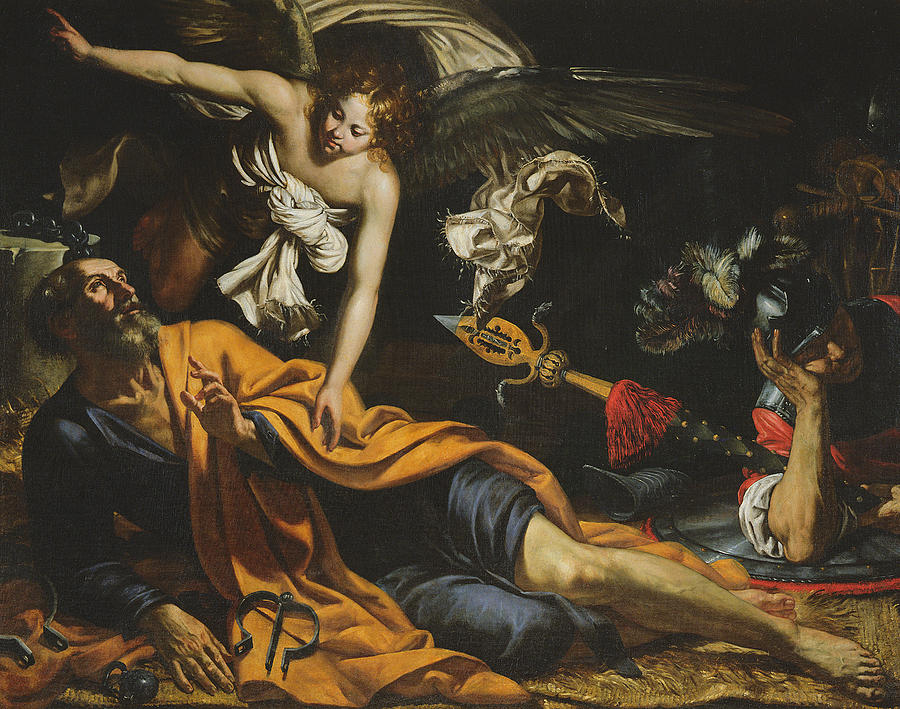
Saint Pierre en prison, Guerrieri, 1615, Galerie nationale des Marches à Urbino.
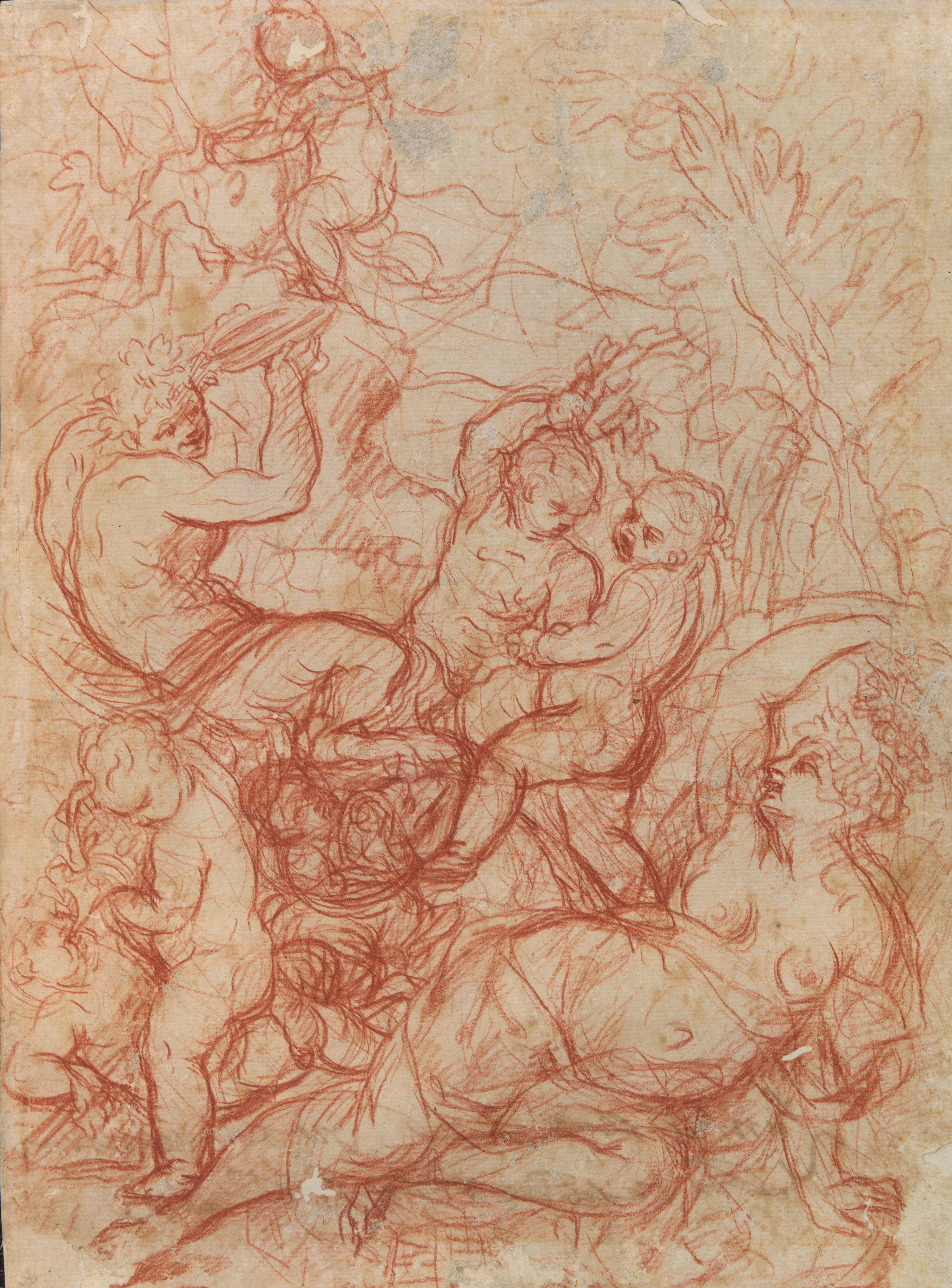
Giuseppe Diamantini, Bacchanales, bibliothèque nationale du Brésil de Rio de Janeiro.
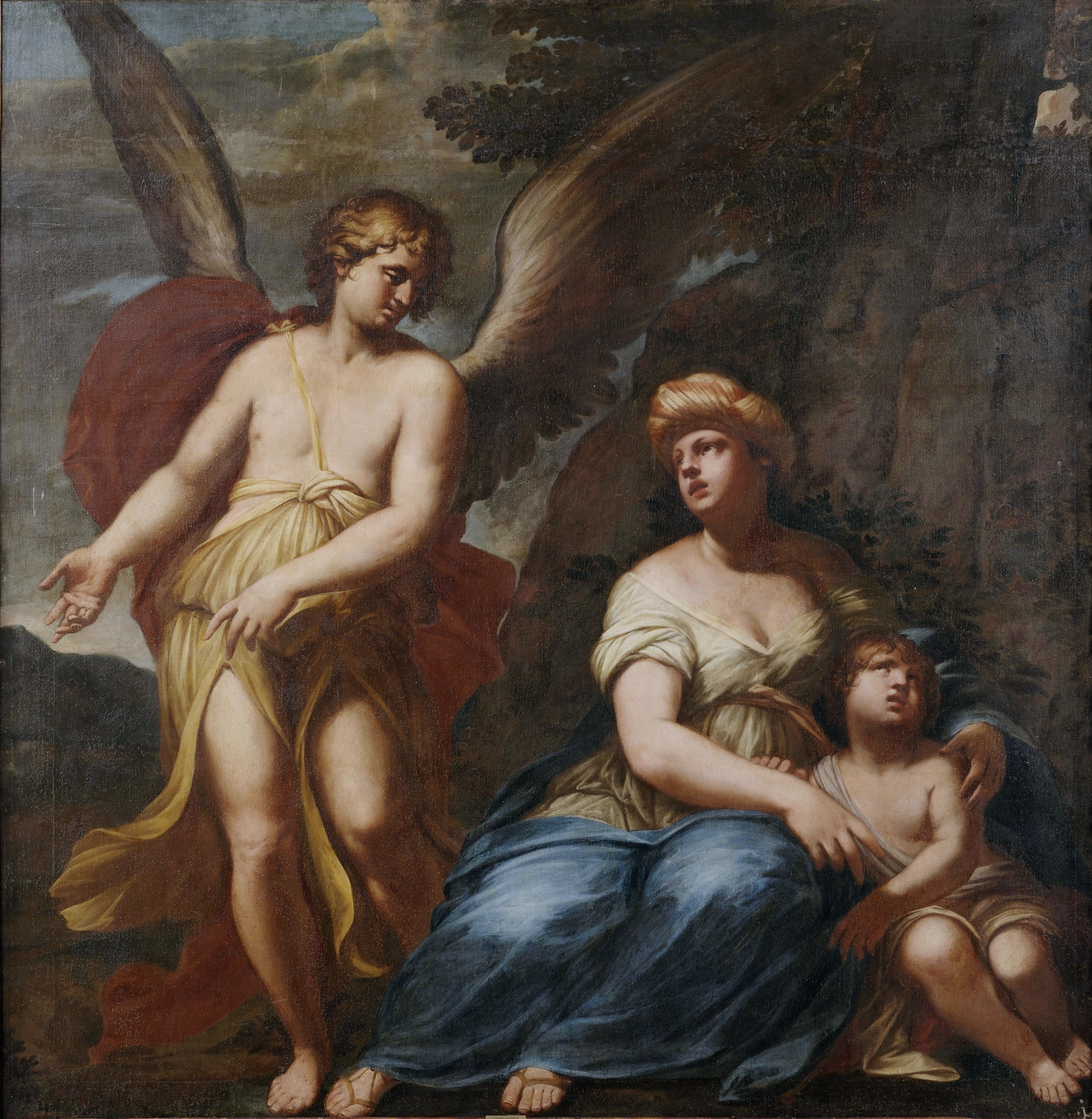
L’ange montrant à Hagar et à Ismaël le chemin du puits, 1705.
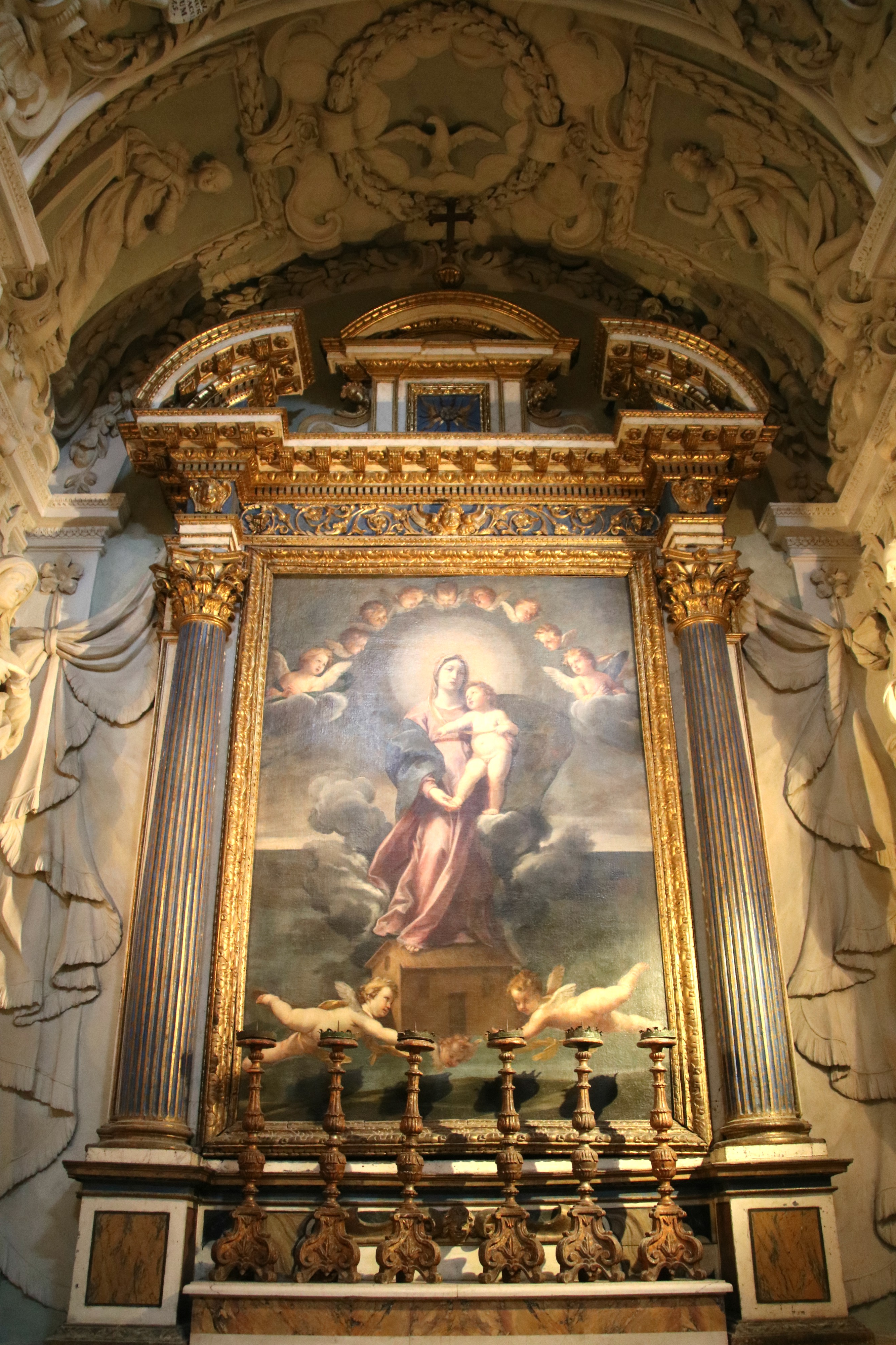
Madone de Lorette, Francesco Gessi, église San Filippo.
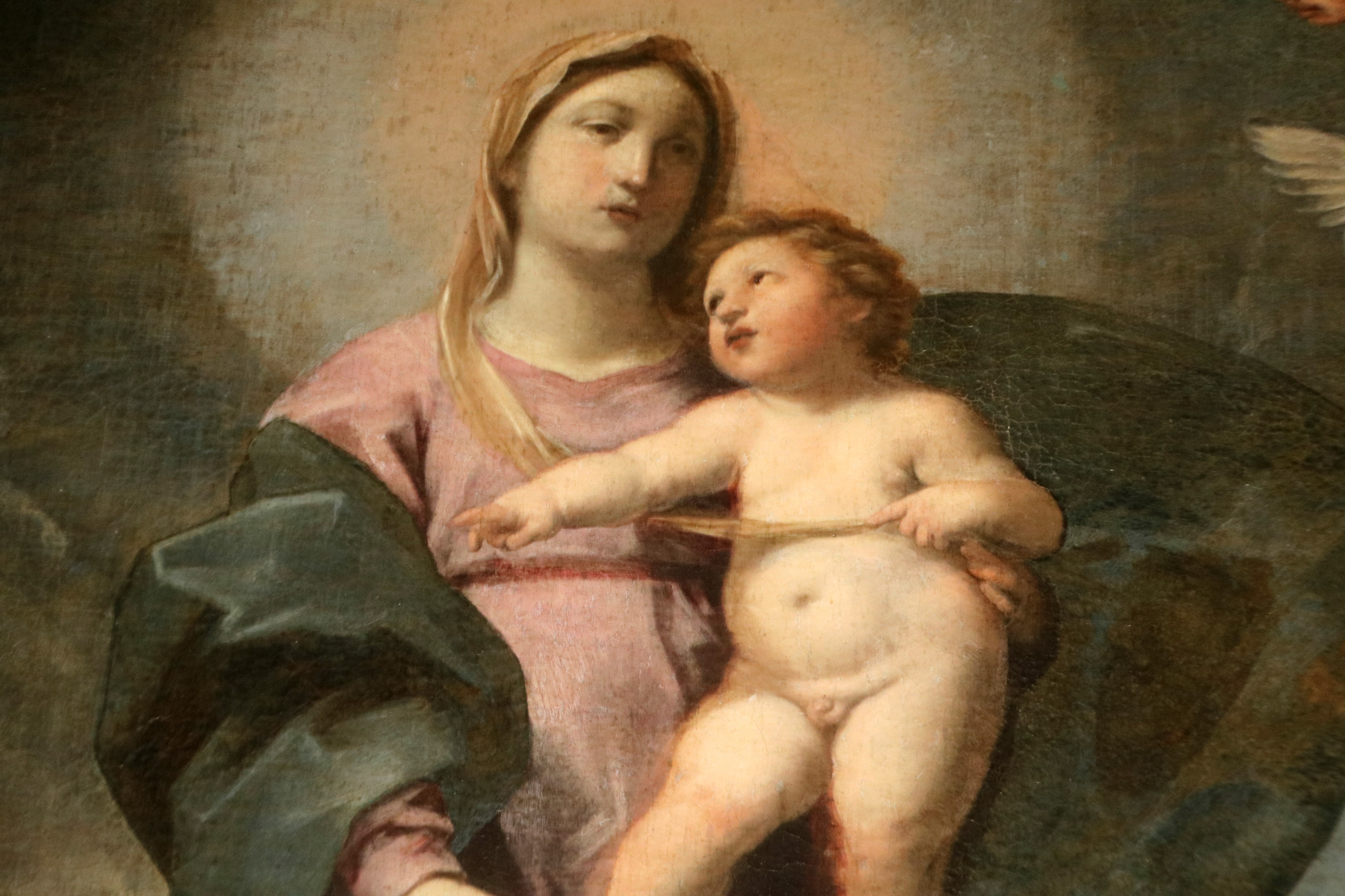
Madone de Lorette (détail).